# Gaetmaeul
Pour plus de détails, voir Fiche technique et Distribution.
Gaetmaeul (hangeul : 갯마을 ; RR : Gaetmaeul ; MR : Kaenmaŭl) est un film sud-coréen réalisé par Kim Soo-yong, sorti en 1965.
Il s'agit de l'adaptation d'un roman d'Oh Young-su.

## Synopsis
Une femme perd son mari pêcheur et devient veuve. Elle a une liaison avec un homme du continent qui est enrolé dans l'armée.

## Fiche technique
Sauf indication contraire ou complémentaire, les informations mentionnées dans cette section peuvent être confirmées par la base de données KMDb
- Titre : Gaetmaeul
- Titre original : 갯마을
- Titre anglais : The Sea Village
- Réalisation : Kim Soo-yong
- Scénario : Shin Bong-seung, d'après un roman d'Oh Young-su
- Musique : Jeong Yoon-joo
- Direction artistique : Park Seok-in
- Photographie : Chun Jo-myuong
- Montage : Yu Jae-won
- Production :  Kim Hyung-keun
- Société de production : Dae Yang Films
- Société de distribution : Daeyang Movies
- Pays de production :  Corée du Sud
- Langue originale : coréen
- Format : noir et blanc
- Genre : drame
- Durée : 95 minutes
- Date de sortie :
  -  Corée du Sud : 19 novembre 1965

## Distribution
Sauf indication contraire ou complémentaire, les informations mentionnées dans cette section peuvent être confirmées par la base de données Hancinema
- Shin Young-kyun : Sang-soo
- Ko Eun-ah : Hae-soon
- Lee Min-ja
- Hwang Jung-soon : la mère de Seong-goo
- Jeon Gye-hyeon : Soon-im
- Lee Nak-hoon : Seong-chil
- Cho Yong-soo
- Kim Jung-ok

## Distinctions
- Grand Bell Awards 1966 : meilleur film[2].